# Парящий тигр (фильм)
«Парящий тигр» (англ. The Tiger Rising) — американский драматический фильм 2022 года сценариста и режиссера Рэя Джиарратаны с Кристианом Конвери, Мадален Миллс, Кэтрин Макфи, Сэмом Траммеллом, Деннисом Куэйдом и Куин Латифа в главных ролях. Он основан на одноимённой книге Кейт Дикамилло.

## Сюжет
Мальчик находит тигра в лесу недалеко от того места, где он живёт. Вместе они планируют отправиться к дому тигра.

## В ролях
- Кристиан Конвери — Роб Хортон[6]
- Деннис Куэйд — Бошан[6]
- Куин Латифа — Уилли Мэй[7]
- Мадален Миллс — Сикстин Бейли[6]
- Кэтрин Макфи — Кэролайн Хортон[8]
- Сэм Траммелл — Роб Хортон-старший[8]
- Николас Райан Эрнандес — Билли Тримонгер[6]
- Джейден Фонтейн — Нортон Тримонгер[6]
- Анджела Джарратана — Мисс Миллс

## Производство
Съёмки проходили в ноябре 2019 года в Тифтоне, и Томасвилле, штат Джорджия и завершились в декабре 2019 года.

### Скандал
18 ноября 2021 года The Hollywood Reporter опубликовал статью о том, что Райан Доннелл Смит, Аллен Чейни, Эмили Хантер Сальвесон и Райан Винтерстерн не платят членам съёмочной группы до или после съёмок фильма.

## Релиз
Фильм был выпущен 21 января 2022 года в кинотеатрах и 8 февраля в цифровом формате и сервисах «on Demand».

### Кассовые сборы
В ЮАР в первый уик-енд фильм заработал 16 541 долларов в 59 кинотеатрах. В США и Канаде в первый уик-енд фильм заработал 364 216 долларов в 872 кинотеатрах и 214 980 долларов во второй.

### Отзывы
На сайте Rotten Tomatoes фильм имеет рейтинг 17% на основе 18 отзывов со средней оценкой 4,2 из 10. На «Metacritic» фильм имеет оценку 33 из 100 на основе 6 отзывов, что указывает на «в целом неблагоприятные отзывы».
Ник Шагер из Variety дал фильму негативный отзыв и написал: «Тот факт, что фильм сценариста и режиссера Рэя Джиарратаны основан на детской книге Кейт Дикамилло и, таким образом, предназначен для молодой аудитории, вряд ли является оправданием для такого занудного повествования, которое разыгрывается без тайны, двусмысленности или тонкости».
Надир Самара из Screen Rant дал фильм одну звезду из пяти и написал: «”Парящий тигр” слишком серьёзен и абстрактен для детей, но слишком халтурно сделан для взрослых. К сожалению, постановка лишена воображения, которым обладает её главный герой».